# Christophe Rebours
 (juillet 2017).
Si vous disposez d'ouvrages ou d'articles de référence ou si vous connaissez des sites web de qualité traitant du thème abordé ici, merci de compléter l'article en donnant les références utiles à sa vérifiabilité et en les liant à la section « Notes et références ».
Christophe Rebours est un designer français, spécialiste de l’innovation et entrepreneur.
Il est président-fondateur de l’agence d’innovation InProcess.
Il a été cofondateur de Violet, start-up pionnière dans l’Internet des objets et créatrice du lapin Nabaztag.

## Biographie
En 1982, Christophe Rebours intègre l’École Boulle. En 1987, il poursuit sa formation à l’École Nationale Supérieure des Arts Décoratifs (ENSAD) où il intègre le département Design industriel de Roger Tallon.

### Carrière

#### 1990 à 2001
En 1990, il entame une carrière de designer industriel en Allemagne avec les agences Fitch et Industrial Produkt, missionnées dans le cadre d’un projet Pan-Européen pour la société Schindler. En 1991, il rejoint l’Atelier Cler à Hong-Kong où il conçoit des projets d’aménagement urbain pour le compte du Gouvernement du Royaume-Uni. La même année, il crée le département de design industriel de l’agence. Pendant trois ans, il parcourt l’Asie pour de grands groupes d’électronique grand public, mais aussi pour des ONG culturelles. Parmi ses réalisations liées à cette dernière activité, il transpose les principes de l’habitat traditionnel vietnamien dans des constructions modernes.
En 1994, il rencontre Philippe Starck, qui monte le département design de Thomson. Celui-ci lui confie la mise au point des gammes de couleurs et de matières des produits d’électronique grand public de Thomson.
Christophe Rebours rejoint en 1995 l’agence Plan Créatif (Babel) pour prendre la tête de son département design produits. Associé de l’agence, il accompagne de grands groupes, notamment en Corée et aux États-Unis, dans la conception de produits innovants. Il participe notamment à la création des mâts en forme d’arbre qui signalent les accès aux stations de la ligne 14 du métro de Paris, ouverte en 1998. 

#### 2002 à 2013
En 2002, Christophe Rebours fonde InProcess, pionnière en France de l’innovation par l’expérience[réf. nécessaire]. Il met en place la méthode IRIS, qui mêle design et sciences humaines pour anticiper les nouveaux usages et élaborer de nouveaux modèles pour les organisations. Le groupe Dragon Rouge s’est associé à cette entreprise jusqu’en 2013. 
Dans ce cadre, il co-fonde en 2003 Violet avec Olivier Mével et Mikael Salaun. La start-up est pionnière dans « l’ambiance intelligence », qu’on appellera plus tard l’Internet des objets (IoT). Les trois cofondateurs sont rejoints un an plus tard par Sylvain Huet et Rafi Haladjian. En 2005, il crée la silhouette du lapin connecté Nabaztag (et celle du lapin de la génération suivante, Karotz) avec ses collaborateurs Arnauld Blanck et Guillaume Boussaroque. 

#### 2014 à 2017
En 2014, il accompagne la marque DIM (groupe HanesBrands Inc.) dans sa démarche d’innovation en introduisant avec Nicolas Petitjean, Directeur de l’Innovation, une démarche centrée sur les utilisatrices et fondée sur les sciences humaines et l’observation anthropologique. Cette approche est notamment à l’origine de la gamme Diam’s Action Fermeté.
En 2015-2016, il aide Vinci Concessions à repenser son offre de services en imaginant le « stade de demain ». Cette démarche permet notamment à Vinci de repenser notamment son offre de restauration et les usages du digital, en créant une expérience nouvelle et plus riche du stade MatmutAtlantique à Bordeaux.
Il accompagne en 2016 le groupe Seloger.com pour identifier les enjeux du marché de l’immobilier de demain, en s’appuyant sur l’étude ethnologique d’un panel d’utilisateurs emblématiques. 
Parmi les entreprises qu’il accompagne figurent Samsung, L'Oréal, le groupe LVMH, Société Générale, Carrefour, PSA, Kingfisher ou encore Nestlé.
En 2016, dans le cadre de l’Appel à Projets Innovants Réinventez Paris, il est contacté par Nouvelles Fonctions Urbaines (NFU), qui travaille avec l’architecte Manuelle Gautrand pour établir le cahier des charges des besoins des futurs habitants d’un immeuble innovant, Edison lite, situé rue Edison dans le 13e arrondissement de Paris. Cet immeuble modulaire, livré en 2018, adapte ses volumes, au moment de sa conception, aux besoins de ses futurs occupants. Le projet est piloté par HABX, dont il dirige le design, qui ambitionne d’uberiser l’immobilier et de faire naître une nouvelle façon de concevoir son logement qui soit plus intelligente et plus accessible.

## Méthodes innovantes
Elles ont été imaginées par Christophe Rebours pour dégager les tendances lourdes dans les usages du futur :

### La méthode IRIS
I.R.I.S. (InProcess’ Research Ignites Solutions) est une méthode scientifique qui permet d'élaborer des stratégies d'innovation centrées sur l’humain. Elle s’appuie sur trois phases : observation des usages pour identifier les besoins latents des utilisateurs ; scénarisation d’expériences idéales pour répondre aux besoins identifiés ; incarnation des expériences en offres concrètes.

### Le système des clusters
Les clusters d’innovation d'InProcess réunissent une dizaine d’entreprises emblématiques de secteurs différents croisant leur regard sur le « client partagé ». Cette démarche d’innovation ouverte, qui dure plusieurs mois, vise à comprendre en profondeur les mutations d’usages dans le rapport à la propriété, la santé, l’habitat ou encore la mobilité grâce à des observations anthropologiques. Sur la base des usages analysés en commun, les participants peuvent développer ensuite des solutions d’innovation business d’un nouveau genre. 
En 2005, le cluster d’innovation Impedimenta, co-fondé avec le sociologue Bruno Marzloff, portait sur la mobilité. Entreprises partenaires : Accor, Orange, JCDecaux, Pages Jaunes, PSA Peugeot-Citroën, Airbus, Vinci Park. Ce cluster permet de poser les premières bases théoriques du système Autolib’, service public d'autopartage de voitures électriques en libre-service disponible dans l'agglomération parisienne, qui sera lancé concrètement en 2011.
Le laboratoire de recherche fondamentale et appliquée InProcess Lab est labellisé en 2011 par le Ministère français de l’Enseignement supérieur et de la Recherche.
En 2012 il crée le cluster d’innovation InHome sur l’évolution de la vie domestique et son impact sur les produits et les services de l’habitat puis en 2014 celui d’innovation OnCourse sur le rapport aux courses et l'année suivante le cluster d’innovation WhatHealth? sur l’évolution du rapport à la santé et au bien-être ainsi qu'en décembre 2016 le cluster d’innovation OwnerShift sur l’évolution du rapport à la propriété.

## Décorations et prix
- Lauréat du Janus de l’Étudiant décerné par l’Institut français du design (IFD)[1].

## Publications
- Christophe Rebours et Inès Pauly, L'expérience : Le nouveau moteur de l'entreprise, Diateino (ISBN 978-2-35456-245-8 et 2-35456-245-4)
- Philippe Picaud, Tiphaine Igigabel, Brigitte Borja de Mozota, Christophe Rebours, Designimpact, Cité du design
- (en) Germaine Gazano et Christophe Rebours, A Fresh look at our eyes. How innovation scenarios can harness research insights and further drive business impact, Esomar, 2011 (ISBN 978-92-831-0253-3 et 92-831-0253-3)
- (en) Christophe Rebours et Germaine Gazano, How Innovation Scenarios empower LVMH Research to drive mascara innovation (ISBN 978-952-265-317-8)